# Ribur Rinpoché
Ribur ou Ribour Rinpoché (1923 - 16 janvier 2006) était un grand lama tibétain reconnu comme la réincarnation d’un grand maître.

## Biographie

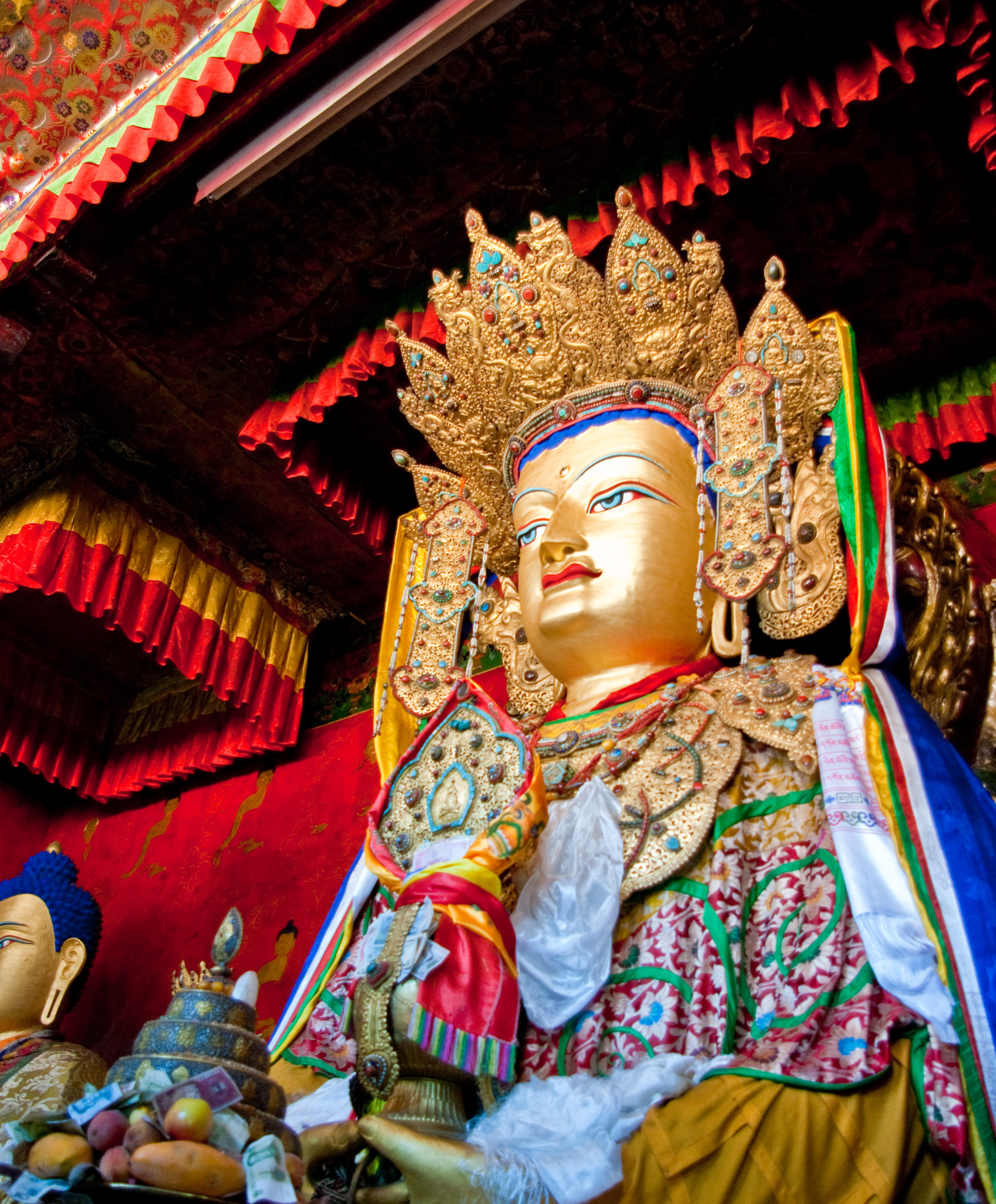
Le Jowo Mikyoe Dorjé du Ramoché

Ribour Rinpoché est né au Kham, une région orientale du Tibet, et il fut reconnu par le 13e dalaï-lama comme la réincarnation du Khenpo (abbé) du monastère de Ribour. Il étudia au monastère de Séra où il obtint le diplôme de guéshé en 1948.
En 1959, les militaires chinois ayant envahi le Tibet, l’emprisonnèrent durant 20 ans à Lhassa, subissant interrogatoire et torture. 
Durant la révolution culturelle sous le régime de Mao Zedong, Ribhur Trulku fut soumis à 35 « séances de lutte » devant 30 à 400 personnes attroupées. En général le soir, entre 20 h et 23 h après le travail, il devait porter un long chapeau pointu et sa robe de moine, pour signifier sa mauvaise classe. On lui collait toute sorte de badges et d'objets religieux pour le ridiculiser, et il était promené dans le marché de Lhassa, sous le son des trompettes, des gongs, et des quolibets des gardes rouges. Son accusateur, un Chinois du nom de Guo Xianzhi, chef du district de Lhassa, l'accusait de contacts secrets avec le dalaï-lama, des « réactionnaires étrangers », et de vouloir créer un mouvement pour l'indépendance du Tibet. Il devait apparaître au public, les mains posées au sol, tête baissée, et était alors battu et critiqué. Il reçut un jour un coup de crosse de fusil sur son oreille droite, et il n'entend plus très bien depuis. 
Après la révolution culturelle, Ribour Rinpoché passa plus de 10 ans dans les camps de travail chinois. 
Libéré grâce à la politique de libéralisation de Deng Xiaoping (1979), il fut employé au bureau des affaires religieuses du Tibet, et s'est donné pour mission de récupérer un grand nombre de trésors spirituels tibétains emportés en Chine. C’est en 1982 que sa demande put aboutir. Il décida de commencer ses recherches par la partie supérieure de la célèbre statue du Jowo Mikyoe Dorjee, une statue qui comme celle du Jowo Sakyamuni, est révérée depuis leurs arrivées au Tibet au VIIe siècle. Le Jowo Mikyoe Dorjee qui était située au temple de Ramoché avait été disloquée et expédiée en Chine durant la révolution culturelle. Lors de son séjour en Chine fin 1982-début 1983, il découvrit le buste du Jowo Mikyoe Dorjee et en informa le 10e Panchèn Lama, résidant alors à Pékin. Après la restauration du Jowo Mikyoe Dorjee, la statue regagna le temple de Ramoché en 1985. 
Ribour Rinpoché restaura aussi le stupa de Tsong Khapa, détruit, et qui contenait quelques reliques.
Ribour Rinpoché s’exila en Inde en 1987, rejoignant le Dalaï Lama au monastère de Namgyal à Dharamsala,  où il a écrit les biographies de grands lamas dont celle du 13e Dalaï Lama, et une histoire du Tibet incluant sa biographie. Ribour Rinpoché voyagea aux États-Unis, en Australie, Nouvelle-Zélande et en Europe où il donna enseignements et retraites, avant de rentrer en Inde où il est décédé le 16 janvier 2006.

## Réincarnation en Inde
La réincarnation de Ribour Rinpoché a été découverte dans le sud de l'Inde, à proximité du monastère de Sera Me, son nom est Tènzin Pasang. Il a été reconnu par le 14e dalaï-lama,.

## Ouvrages
- How to Generate Bodhicitta, Singapore 1997
- Mastering Meditation, Experiential Lam Rim: Calm Abiding and Special Insight, Land of Medicine Buddha, 2003 (DVD)